# Shizuka Yamamoto
Shizuka Yamamoto (jap. 山本 静香, Yamamoto Shizuka; * 5. Dezember 1975 in der Präfektur Osaka) ist eine japanische Badmintonspielerin.

## Karriere
Shizuka Yamamoto nahm 2004 zusammen mit Seiko Yamada im Damendoppel an den Olympischen Sommerspielen in Athen teil. Sie verlor dabei jedoch schon in Runde eins und wurde somit 17. in der Endabrechnung. In den Jahren 2000, 2002, 2003 und 2004 wurde sie japanische Meisterin im Doppel. 2003 gewann sie Bronze bei der Weltmeisterschaft im Damendoppel.

## Sportliche Erfolge
| Saison | Veranstaltung                         | Disziplin   | Platz | Name                                 |
| ------ | ------------------------------------- | ----------- | ----- | ------------------------------------ |
| 1997   | Chinese Taipei International          | Mixed       | 3     | Katsuya Nishiyama / Shizuka Yamamoto |
| 2000   | Japan: Einzelmeisterschaften          | Damendoppel | 1     | Shizuka Yamamoto / Seiko Yamada      |
| 2001   | Swiss Open                            | Damendoppel | 3     | Seiko Yamada / Shizuka Yamamoto      |
| 2001   | All England                           | Damendoppel | 3     | Seiko Yamada / Shizuka Yamamoto      |
| 2002   | Japan: Einzelmeisterschaften          | Mixed       | 1     | Tadashi Ōtsuka / Shizuka Yamamoto    |
| 2002   | China: Internationale Meisterschaften | Damendoppel | 5     | Seiko Yamada / Shizuka Yamamoto      |
| 2002   | Swiss Open                            | Damendoppel | 3     | Seiko Yamada / Shizuka Yamamoto      |
| 2003   | Mauritius International               | Mixed       | 1     | Tadashi Ōtsuka / Shizuka Yamamoto    |
| 2003   | Weltmeisterschaft                     | Damendoppel | 3     | Seiko Yamada / Shizuka Yamamoto      |
| 2003   | Japan: Einzelmeisterschaften          | Mixed       | 1     | Tadashi Ōtsuka / Shizuka Yamamoto    |
| 2003   | Japan: Einzelmeisterschaften          | Damendoppel | 1     | Shizuka Yamamoto / Seiko Yamada      |
| 2004   | Japan: Einzelmeisterschaften          | Mixed       | 1     | Tadashi Ōtsuka / Shizuka Yamamoto    |
| 2004   | Japan: Einzelmeisterschaft            | Damendoppel | 2     | Yasuyo Imabeppu / Shizuka Yamamoto   |